# Alix de Lorraine
Alix de Lorraine, née vers 1145, morte en 1200, fille de Mathieu Ier, duc de Lorraine, et de Judith de Hohenstaufen, aussi appelée Berthe, (1123-1195).
Elle épousa en 1165, Hugues III (1148-1192), duc de Bourgogne, dont elle eut trois enfants :
- Eudes III (1166-1218), duc de Bourgogne ;
- Alexandre (1170-1205), seigneur de Montagu, auteur de la branche des seigneurs de Montagu ;
- Douce (1175-ap. 1219), mariée en 1196 avec Simon de Sémur (mort en 1219), seigneur de Luzy ;
- Alix (morte en 1177 †), mariée à Béraud VII, seigneur de Mercœur.

Hugues la répudia en 1183.